# Bradysia longispina
Bradysia longispina är en tvåvingeart som först beskrevs av Franklin William Pettey 1918.  Bradysia longispina ingår i släktet Bradysia och familjen sorgmyggor. Inga underarter finns listade i Catalogue of Life.